# Charlie Huston

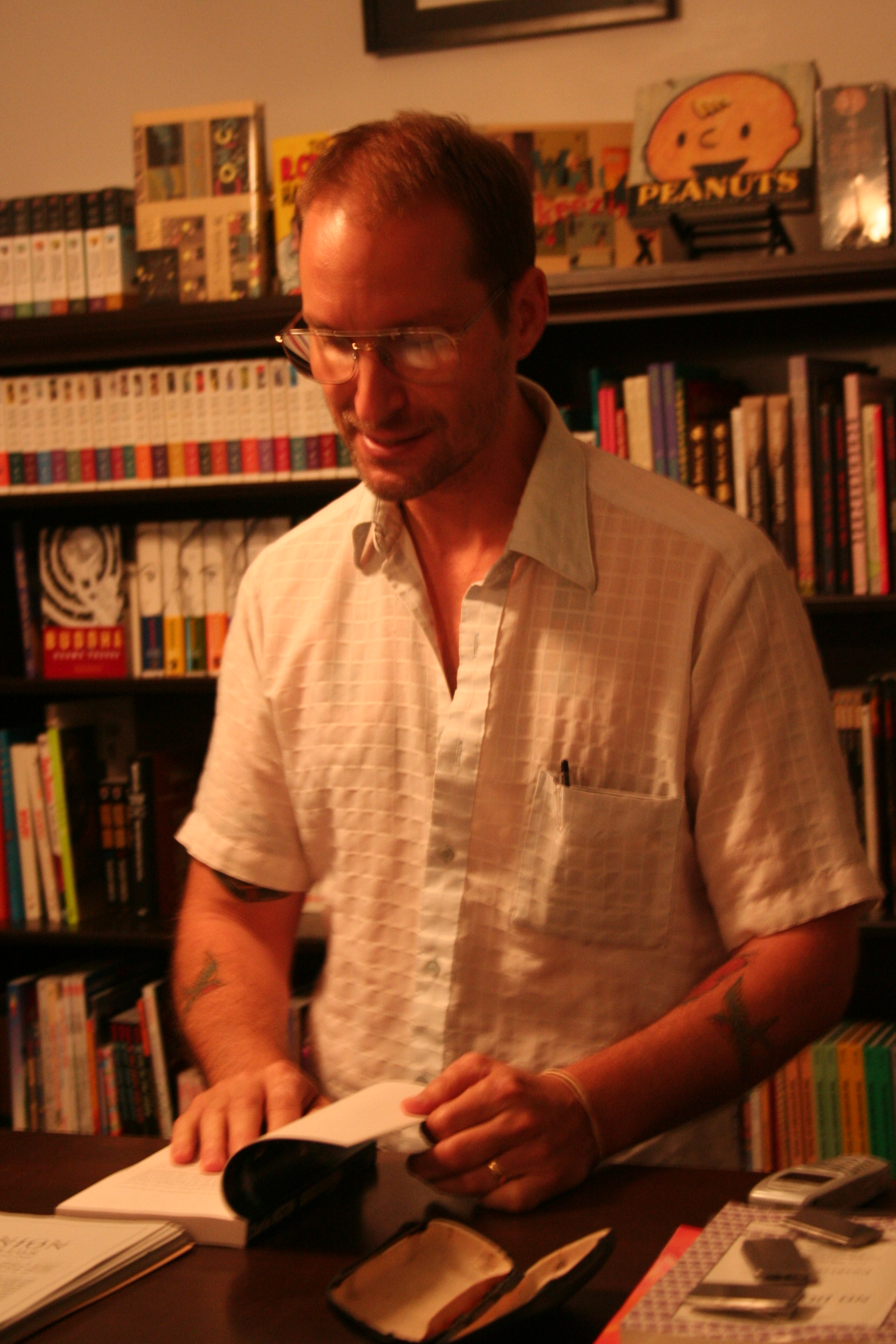
Charlie Huston

Charlie Huston, född okänt år, är en amerikansk författare av kriminalromaner. Han bor i Los Angeles tillsammans med sin fru, Virginia Louise Smith, som är skådespelare.
Två av hans böcker har översatts till svenska, Redan död och Ingen människas land, båda utgivna 2010 på Voltaire Publishing.